# Chloropoea terrena
Chloropoea terrena är en fjärilsart som beskrevs av Jackson 1956. Chloropoea terrena ingår i släktet Chloropoea och familjen praktfjärilar. Inga underarter finns listade i Catalogue of Life.